# Denton Rarawa
Denton Rarawa – salomoński ekonomista.
Stopień magistra uzyskał na Cardiff Business School. Ukończył studia podyplomowe na Australian National University.
W latach 1983 – 1998 zajmował różne stanowiska w departamencie ekonomicznym Banku Centralnego Wysp Salomona. W 1998 został mianowany zastępcą gubernatora tej instytucji, natomiast w sierpniu 2008 mianowano go jej gubernatorem.